# Romeo Ruiz Armento
Romeo Ruiz Armento (Tapachula, Chiapas, 2 de febrero de 1941) es un político y diplomático mexicano, integrante actual del partido Movimiento Regeneración Nacional (Morena). Ha sido diputado federal y desde 2019 es embajador de México en Guatemala.

## Biografía
Nacido en Tapachula, pero originario junto con su familia de la población de Tuxtla Chico; su hermano Arnoldo Ruiz Armento fue presidente municipal de Tuxtla Chico en 1980, habiendo fallecido en el cargo debido a un accidente. Es profesor egresado de la Escuela Nacional de Maestros; ejerció como docente de materias como Historia y Sociología en el Instituto de Ciencias y Artes de Chiapas y en la Escuela Superior de Guerra.
Romeo Ruiz Armento inició su actividad política como líder estudiantil en el Movimiento de Liberación Nacional, movimiento político liderado por Lázaro Cárdenas en la década de 1960. Como miembro del Partido Revolucionario Institucional (PRI), fue de 1967 a 1970 diputado a la LX Legislatura del Congreso del Estado de Chiapas. De 1971 a 1976 fue secretario particular del director general del entonces Instituto Nacional de Comercio Exterior, Julio Faesler Carlisle, y en 1976 el gobernador de Chiapas Jorge de la Vega Domínguez lo designó secretario de Educación del estado, permaneciendo en el cargo hasta 1979, durante el periodo como gobernador sustituto de Salomón González Blanco.
De 1979 a 1980 fue primero secretario particular del director y luego subdirector de Asuntos Internacionales del Instituto Nacional de Bellas Artes y Literatura siendo director del mismo Juan José Bremer y de 1980 a 1981 director de Delegaciones Zona Centro de la Secretaría de Educación Pública. Entre 1981 y 1987 fue titular de los Servicios Educativos del estado de Guerrero durante la administración del gobernador Alejandro Cervantes Delgado.
En 1987 Jorge de la Vega Domínguez ahora presidente nacional del PRI, lo nombra subsecretario de Acción Electoral del comité ejecutivo nacional, dejando el cargo en 1988 para ser candidato del PRI a diputado federal por el Distrito 6 de Chiapas. Elegido a la LIV Legislatura que ejerció de aquel año al de 1991. 
En 1997 dejó su militancia en el PRI y ese año ocupó los cargos de secretario general y presidente del entonces partido Convergencia por la Democracia, antes que lograra su registro legal. En las elecciones de 2009 fue candidato a diputado federal de la coalición Salvameos a México, formada por Convergencia y el Partido del Trabajo por el Distrito 12 de Chiapas. En dicho proceso electoral quedó en cuarto lugar de las preferencias electorales, tras el ganador Sami David David, del PRI, y los candidatos del PAN y el PRD.
Posteriormente se unió a Morena y en 2019 fue nombrado por el presidente Andrés Manuel López Obrador como embajador de México en Guatemala, siendo ratificado por el Senado de la República el 29 de abril de 2019.
Es, desde hace varios años, pareja de Layda Sansores San Román, gobernadora de Campeche a partir de 2021.